# هیو والانس
هیو والانس (انگلیسی: Hugh Vallance; ۱۴ ژوئن ۱۹۰۵ – ۱۹ ژوئن ۱۹۷۳ (aged 68)) بازیکن فوتبال اهل بریتانیا بود.
از باشگاه‌هایی که در آن بازی کرده‌است می‌توان به باشگاه فوتبال تانبریج ولز، باشگاه فوتبال گیلینگام، باشگاه فوتبال کویینز پارک رنجرز، باشگاه فوتبال استون ویلا، باشگاه فوتبال بازل، باشگاه فوتبال نیم المپیک، باشگاه فوتبال کورک سیتی، باشگاه فوتبال کیدرمینستر هاریرس، باشگاه فوتبال برایتون اند هوو آلبیون، و باشگاه فوتبال ووستر سیتی اشاره کرد.